# ナイロビ国立公園
ナイロビ国立公園（ナイロビこくりつこうえん）は、ケニアにあり、ナイロビ中心部から至近の国立公園。首都の中にある国立公園では最大規模という。
面積は117平方キロメートル。
表玄関のジョモ・ケニヤッタ国際空港の進入路の直下にあるため、日中の到着便では眼下にインパラやシマウマの姿が小さく見える場合もある。
頭上に尾翼のマークの見える大きさの飛行機、遠景にナイロビのビル群のスカイラインを配して、大型野生動物が草原に立つ姿はアフリカが凝縮された姿ともいえる。
2000年には当時の森喜朗首相がアフリカ歴訪の際に訪問している。

## 動物
- 肉食哺乳類はライオン、チーター、ヒョウ、ハイエナなど
- 草食哺乳類はアフリカスイギュウ、クロサイ、キリン、シマウマ、カバ、オグロヌー、イランド、インパラなど

## 植生・景観
アカシアの点在する乾燥した草原を主体として、乾燥林と河川、ブッシュや渓谷もある。

## アクセス
ナイロビ中心部から車で南方へランガタロードを約7km。十数分。